# Аудека
Аудека або Андека, Одіакка (*д/н —після 585) — останній король свевів у 584—585 роках.

## Біографія
Походив зі знатного роду. Був одруженим з донькою короля Міро. Після смерті останнього у 583 році очолив групу аристократів, що виступала за збереження самостійності королівства свевів.
У 584 році очолив змову проти короля і свого швагра Еборіка, який визнав зверхність Вестготської держави. Еборіка відправлено до монастиря Після повалення останнього Аудеку було оголошено новим королем. За деякими відомостями одружився з удовою Міро — Сісегунтою. Проте можливо, що іспанські хроністи сплутали матір і доньку з однаковим ім'ям. Шлюб з донькою короля також надавав Аудеці право на трон. За іншою версією перша дружина (донька Міро) померла ще до 584 року, тому він одружився з її матір'ю.
Цією змовою скористався Леовігільд, король вестготів, для остаточного підкорення свевів. У 585 році Аудека зазнав поразки від військ вестготського принца Реккареда у битві при Бразі. Згідно Іоанна Бікларського, «король Леовігільд спустошив Галісію, захопивши короля Аудеку, позбавив королівства, народ свевів, скарбницю і землю привів під свою владу і зробив готською провінцією», Аудеку постригли в ченці і відправили на заслання в місто Пакс Юлія (сучасне місто Бежа), де він отримав сан пресвітера. У цей час свеви підняли повстання, оголосивши королем Маларіка.